# Salzburger Athletiksport-Klub 1914
Il Salzburger Athletiksport-Klub 1914, più noto come Salzburger AK o SAK 1914, è una società polisportiva di Salisburgo, in Austria, fondata nel 1914. È la più antica società calcistica della città. Oggi milita nella Regionalliga Ovest, la terza divisione del campionato austriaco di calcio. I colori sociali sono il giallo e il blu.
Oltre al calcio, le sezioni principali sono quelle di scherma, pattinaggio di figura, fitness e pattinaggio su ruota. In passato la squadra di calcio ha giocato alcune stagioni nel massimo campionato nazionale, l'ultima presenza in 1. Division risale al 1985-1986. Il miglior risultato fu però ottenuto dalla dissolta sezione di pallamano, che, nel 1970-1971, fu campione d'Austria.
Nel 2018-2019 ha vinto la 1. Salzburger Landesliga, il massimo campionato regionale organizzato dalla Salzburger Fussballverband, e ha ottenuto l'accesso alla Regionalliga.

## Stadio
Il club utilizza un impianto polivalente, il SAK-Sportanlage Nonntal, la cui capienza è di circa 5.000 spettatori. Inaugurato nel 1921, prende il nome dalla frazione di Nonntal dove sorge. In passato fu usato anche dall'Austria Salisburgo.

## Palmarès

### Competizioni nazionali
- Campionato di Tauernliga: 2

1951-1952, 1959-1960
- Campionato di Regionalliga: 1

1960-1961
- Campionato di Alpenliga: 1

1979-1980
- Campionato di 2. Division: 1

1984-1985

### Competizioni regionali
- Campionato del Salisburghese: 30

1923-1924, 1924-1925, 1925-1926, 1926-1927, 1927-1928, 1928-1929, 1929-1930, 1930-1931, 1931-1932, 1932-1933, 1933-1934, 1934-1935, 1935-1936, 1936-1937, 1937-1938, 1941-1942, 1945-1946, 1946-1947, 1951-1952, 1959-1960, 1960-1961, 1962-1963, 1971-1972, 1978-1979, 1979-1980, 1990-1991, 1997-1998
- Coppa del Salisburghese: 6

1928-1929, 1929-1930, 1930-1931, 1931-1932, 1932-1933, 1933-1934
- Campionato di 1. Landesliga: 2

1994-1995, 2004-2005

### Altri piazzamenti
- Campionato amatoriale: finalista

1934, 1935, 1937
- Coppa del Salisburghese: finalista

1936-1937, 1946-1947, 1947-1948